# Ханское (озеро, Краснодарский край)
Ха́нское — соляное озеро на северном берегу Бейсугского лимана в Краснодарском крае. Находится на территории Ясенского сельского поселения в юго-восточной части Ейского района. По некоторым данным, озеро находится на грани исчезновения. Площадь поверхности — 86 км².

## Географическое положение
Озеро Ханское расположено в северо-западной части Краснодарского края между станицами Ясенская и Копанская у берега Азовского моря. Координаты центра угодья 46°15′ с. ш., 38°22′ в. д. Оно находится в южной части Ейского полуострова в 40 км к юго-востоку от города Ейска и в 130 км к северо-западу от Краснодара.

## Описание
Озеро Ханское имеет лагунное происхождение, ранее оно было заливом Азовского моря и соединялось с Бейсугским лиманом. Позднее волновая деятельность моря вызвала образование вала из песка и ракушечника, отделившего озеро от лимана. Водоём имеет форму овала, вытянутого с юго-востока на северо-запад. Длина озера составляет около 16 км, ширина — 6-7 км. Площадь в 2000 году составляла 108 км². Средняя глубина озера — 0,5-0,9 м, максимальная достигает 1,2-1,8 м.

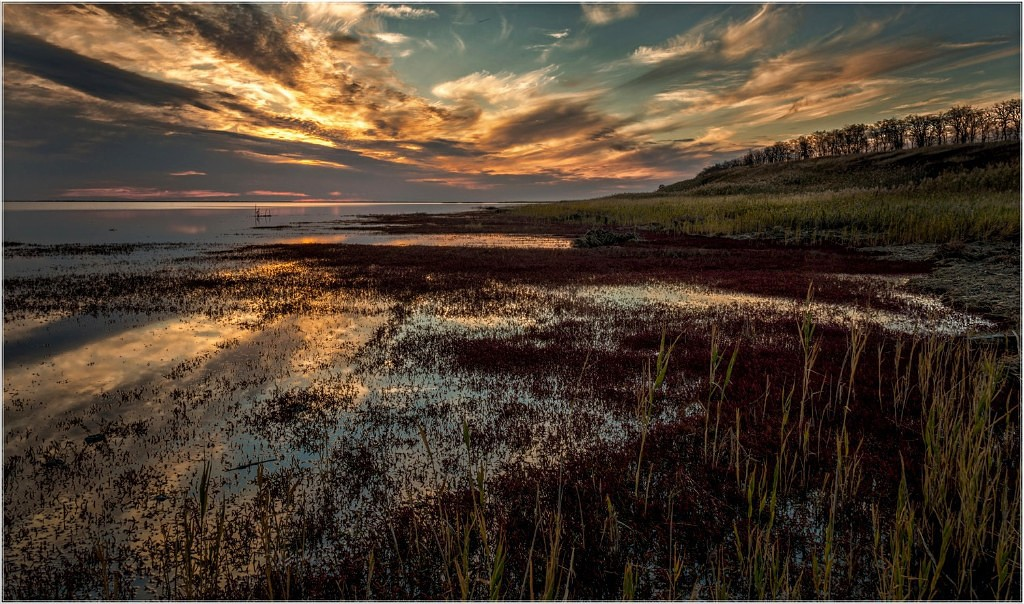
Озеро Ханское

Восточная часть озера относится к Приазовской тектонической депрессии, западная — расположена на платформе Кубанской равнины. Между Бейсугским лиманом и Ясенским заливом Азовского моря и озером Ханское лежит низменная песчано-ракушечная коса. Северо-восточный обрывистый и крутой берег озера Ханское представляет собой уступ Кубанской равнины. Он расчленен степными балками и долинами рек Ясени и Албаши.
В центральной части озера вдоль большой его оси вытянулась группа островов, сложенных песчано-ракушечной смесью. Острова не имеют постоянной конфигурации. Форма, площадь островов, а зачастую и их количество меняются под воздействием волновых явлений и в связи с изменением уровня водоема.
Вода в озере высокоминерализованная, горько-солёная, морского типа. По химическому составу — сульфатно-хлоридная, магниево-натриевая. Озеро питается преимущественно атмосферными осадками, притоком дождевых и талых вод, приносимых рекой Ясени, а также водами Азовского моря, которые перекатываются через узкую косу, отделяющую Бейсугский лиман и Азовское море от Ханского озера. Существенной роли воды степных речек в опреснении озера не играют. Летом в результате испарения площадь озера сокращается, а вода в нём становится в 12 раз солонее, чем в Азовском море.

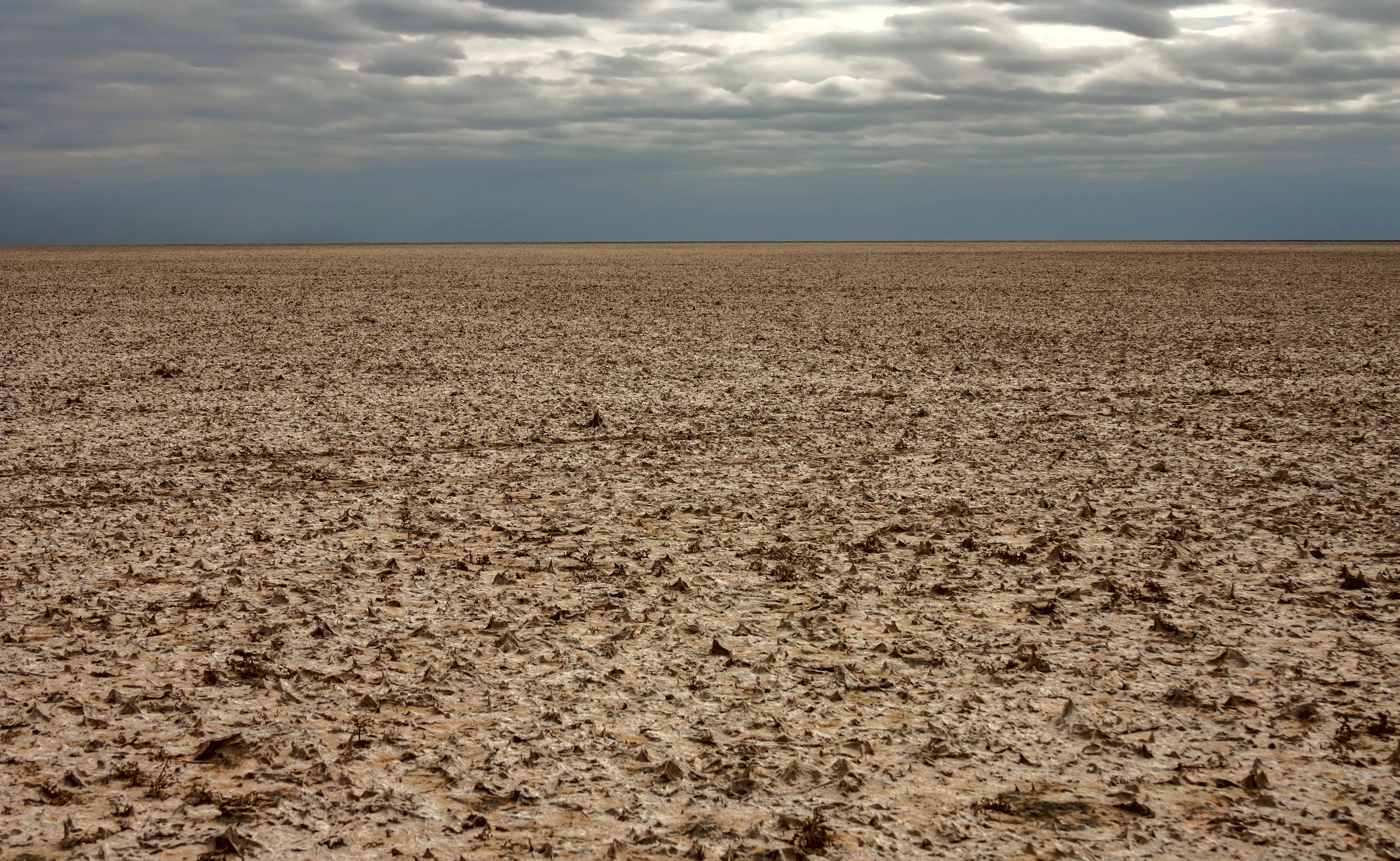
Высохшее озеро. 2014 год

В засушливые годы озеро пересыхает полностью, обнажая соляное дно. Одним из богатств Ханского озера является лечебная грязь, состоящая из сульфатов, карбонатов и хлоридов натрия, кальция, магния. С начала развития курортного дела в городе Ейске санаториями города грязь успешно применяется в лечении заболеваний сердечно-сосудистой, нервной системы, опорно-двигательного аппарата, кожных и других заболеваний.
В настоящее время озеро имеет природоохранный статус как памятник природы (в 1988 году решением Краснодарского крайисполкома Ханскому озеру присвоен статус памятника природы (подтип объекта «Уникальное озеро») и курорт краевого значения. На территории угодья встречается более половины видов птиц, зарегистрированных на территории края. На островах озера расположены одни из самых крупных на Северном Кавказе колониальных поселений кудрявого пеликана, черноголового хохотуна, чегравы, большого баклана. Кроме того, озеро Ханское играет определённую роль и в сохранении редких видов растений, а также представителей энтомофауны и герпетофауны Краснодарского края.